# Istres
Istres – miejscowość i gmina we Francji, w regionie Prowansja-Alpy-Lazurowe Wybrzeże, w departamencie Delta Rodanu.
Według danych na rok 1990 gminę zamieszkiwały 35 163 osoby, a gęstość zaludnienia wynosiła 309 osób/km² (wśród 963 gmin regionu Prowansja-Alpy-W. Lazurowe Istres plasuje się na 18. miejscu pod względem liczby ludności, natomiast pod względem powierzchni na miejscu 22.).